# Frostproof
Frostproof es una ciudad ubicada en el condado de Polk en el estado estadounidense de Florida. En el Censo de 2010 tenía una población de 2.992 habitantes y una densidad poblacional de 60,14 personas por km².

## Geografía
Frostproof se encuentra ubicada en las coordenadas 27°45′0″N 81°31′28″O / 27.75000, -81.52444. Según la Oficina del Censo de los Estados Unidos, Frostproof tiene una superficie total de 49.75 km², de la cual 27.61 km² corresponden a tierra firme y (44.5%) 22.14 km² es agua.

## Demografía
Según el censo de 2010, había 2.992 personas residiendo en Frostproof. La densidad de población era de 60,14 hab./km². De los 2.992 habitantes, Frostproof estaba compuesto por el 84.69% blancos, el 5.15% eran afroamericanos, el 0.64% eran amerindios, el 0.23% eran asiáticos, el 0% eran isleños del Pacífico, el 7.25% eran de otras razas y el 2.04% pertenecían a dos o más razas. Del total de la población el 20.19% eran hispanos o latinos de cualquier raza.